# Paula Hawkins
Paula Hawkins (Harare, 26 de agosto de 1972) é uma escritora britânica nascida no Zimbabwe, mais conhecida pelo seu romance de suspense, o best-seller The Girl on the Train.

## Biografia
Por volta de 2009, Hawkins começou a escrever comédia romântica de ficção sob o pseudônimo de Amy Silver, tendo escrito quatro romances, incluindo Confessions of a Reluctant Recessionista. Ela não conseguiu nenhum sucesso comercial até desafiar a si mesma a escrever uma história mais adulta e séria. Seu best-seller The Girl on the Train (2015) é um complexo thriller, com temas de violência doméstica, abuso de álcool e abuso de drogas.
Em 2016, foi selecionada pela BBC como uma das 100 Mulheres mais importantes do ano.

### Como Amy Silver
- Confessions of a Reluctant Recessionista (2009)
- All I Want for Christmas (2010)
- One Minute to Midnight (2011)
- The Reunion (2013)